# 海老名市長選挙
海老名市長選挙 (えびなしちょうせんきょ) は、地方公共団体 の海老名市（神奈川県）の首長たる海老名市長を選出する選挙である。

## 任期・歴代当選者
海老名市長の任期は4年である。歴代当選者・改選時期は下表の通り。

### 2019年
- 2019年（令和元年）11月10日執行

※当日有権者数：108,902人 最終投票率：51.04%（前回比：+0.58pts）
| 候補者名 | 年齢 | 所属党派            | 新旧別 | 得票数   | 得票率 | 推薦・支持 |
| -------- | ---- | ------------------- | ------ | -------- | ------ | ---------- |
| 内野優   | 64   | 無所属              | 現     | 32,083票 | 59.07% |            |
| 氏家秀太 | 52   | 無所属              | 新     | 19,239票 | 35.42% |            |
| 立花孝志 | 52   | NHKから国民を守る党 | 新     | 2,990票  | 5.51%  |            |